# Philonthus temporalis
Philonthus temporalis är en skalbaggsart som beskrevs av Étienne Mulsant och Claudius Rey 1853. Philonthus temporalis ingår i släktet Philonthus, och familjen kortvingar. Arten har ej påträffats i Sverige.